# Махарадзе Пилип Ієсейович
Пилип Овсійович (Філіп Ієсеєвич) Махарадзе (груз. ფილიპე მახარაძე; 9 березня 1868, с. Карискуре (Шемокмеді), Кутаїська губернія, Російська імперія, сучасне село Гонебіскарі, Озургеті, Грузія — 10 грудня 1941, Тбілісі, Грузинська РСР, СРСР) — радянський партійний та державний діяч, керівник Грузинської РСР. Член РСДРП з 1903 року, один з небагатьох старих більшовиків, що пережив сталінські чистки. Член Центральної контрольної комісії ВКП(б) (1927—1930). Депутат Верховної Ради СРСР 1-го скликання (1937—1941). 

## Життєпис
Народився в родині сільського священика. З 1878 року навчався в Озургетському духовному училищі. Після його закінчення, в 1884 році вступив до Тифліської духовної семінарії. Перебував під загрозою виключення із семінарії за участь в учнівському страйку в 1890 році, отримав в атестаті про закінчення семінарії низький бал за поведінку.
У 1891 році поступив до Варшавського ветеринарного інституту, брав участь у діяльності студентського марксистського гуртка у Варшаві. У 1893 році був заарештований, відрахований із інституту, два роки перебував у Олександрівській фортеці (в'язниці Варшави).
У 1895 році висланий із Варшави на батьківщину (до сільської місцевості Грузії) під нагляд поліції. З 1900 року проживав у Тифлісі, співпрацював із грузинським соціал-демократичним журналом «Квалі». У 1901 році двічі арештовувався, був висланий до Кутаїса під нагляд поліції. У 1902 році брав участь у створенні Гурійсько-Мінгрельського комітету.
Член РСДРП з 1903 року. Брав участь у першому кавказькому з'їзді соціал-демократичних організацій (початок 1903 року), де його обрали членом Кавказького союзного комітету РСДРП. З 1904 по 1905 рік редагував марксистські журнали («Квалі», «Могзаурі»), перекладав статті Леніна грузинською мовою.
Наприкінці 1905 року був заарештований, деякий час перебував у в'язниці. У травні 1906 року звільнений, восени 1906 року виїхав до Німеччини. У лютому 1907 року повернувся до Тифлісу. У січні 1908 року знову заарештований та засланий до Астраханської губернії, де перебував до 1911 року. З 1911 по 1913 рік проживав у Ростові-на-Дону та на Донбасі (Олександро-Грушевські Парамоновські кам'яновугільні копальні), де його дружина працювала вчителькою. У 1913 році переїхав до Баку. Після початку Першої світової війни в 1914 році Махарадзе заарештували та в лютому 1915 року заслали до Бакинської губернії, звідти він втік до Кутаїсі, 1916 року — до Тифліса, де працював статистиком у Земському Союзі.
У 1917 році працював редактором першої більшовицької газети «Кавказький робітник» (Тифліс), був одним із організаторів Тифліської ради робітничих депутатів, обирався членом Кавказького крайового комітету РСДРП(б) у жовтні 1917 року.
У 1918 році перебував на нелегальному становищі в Тифлісі та Кутаїсі. Наприкінці травня 1918 року втік через Південну Осетію на Північний Кавказ (до Владикавказу), який був тоді окупований більшовиками. З 1918 по 1919 рік — народний комісар фінансів Терської радянської республіки. У квітні 1919 року знову повернувся до Грузії для ведення нелегальної роботи. Півтора місяця перебував на нелегальній роботі в Баку, потім перебрався до Тифліса. Наприкінці 1919 року заарештований, але в лютому 1920 року втік із Тифліської в'язниці. Був членом Кавказького бюро ЦК РКП(б) та членом Президії ЦК КП(б) Грузії. У червні 1920 року виїхав до Москви на Другий конгрес Комінтерну. Потім деякий час перебував у Баку, брав участь у з'їзді народів Сходу. Після з'їзду знову переїхав до Москви. 
16 лютого 1921 року як голова грузинського революційного комітету (ревкому) проголосив «Грузинську радянську республіку» та звернувся з проханням про військову допомогу до уряду РРФСР, після чого Росія розпочала проти Грузії війну. У лютому 1921 року разом із радянськими окупаційними військами прибув до Тифлісу. До 7 липня 1921 року був головою революційного комітету Грузії.
У 1921 — лютому 1922 року — народний комісар землеробства СРР Грузія. Із 7 березня по жовтень 1922 року — голова Всегрузинського Центрального виконавчого комітету (ЦВК). 1922 року виступив за збереження автономії Грузії у складі СРСР, належав до т.зв. грузинських «націонал-ухильників».
З 1924 року — голова Державної планової комісії при Раді праці та оборони Закавказької РФСР.
У 1929—1930 роках — голова Ради народних комісарів Грузинської РСР.
20 лютого 1931 — 8 липня 1938 року — голова Центрального виконавчого комітету (ЦВК) Грузинської РСР. Одночасно з 1931 по 5 березня 1935 року і з 27 травня 1935 по 1936 рік — співголова ЦВК Закавказької РФСР від Грузії. 
З 10 липня 1938 по 10 грудня 1941 року — голова Президії Верховної ради Грузинської РСР.
Автор праць «Даніель Чонкадзе і його час» (1904), «Про народну поезію», «Диктатура меншовицької партії в Грузії» (1921), «1905 рік у Закавказзі» (1926).
10 грудня 1941 року помер у місті Тбілісі. Був похований в Пантеоні Мтацмінда, але пізніше перепохований. Автор творів з історії партії більшовиків. У 1934–1989 роках ім'я Махарадзе носило місто Озургеті.

## Нагороди
- Орден Леніна (24.02.1941)
- Орден Трудового Червоного Прапора ЗСФСР